# ESAS Holding
Die ESAS Holding A.S. ist eine türkische Beteiligungsgesellschaft. Sie gehört zur türkischen Industriellenfamilie Sabancı, die auch die Mehrheit der Sabancı Holding hält.
Die ESAS Holding wurde im August 2000 gegründet. Erste Aktivität war die Übernahme der Medline im Dezember 2000. Vorstandsvorsitzender ist Sevket Sabanci. Sie ist insbesondere im Bereich von Fluggesellschaften und im Gesundheitswesen tätig.

## Beteiligungen
Die ESAS Holding hält folgende wichtige Beteiligungen:
- Pegasus Airlines – türkische Fluggesellschaft (100 %)
- İzmir Airlines (IZAir) – türkische Fluggesellschaft (100 %)
- Medair – hält 2 Rettungshubschrauber
- Electro World – Elektronik-Fachmarktkette in Istanbul (50 %)

Joint-Venture mit Dixons Stores International plc
- Medline – Rettungsdienstorganisation (seit Dez. 2000)
- ER Gayrimenkul – Immobilien-Projektentwickler

Joint-Venture mit REIT Asset Management Co. – seit Aug. 2007
- Bonservis – Lebensmittelhändler
- City Farm Organik Yasam – Bio-Lebensmittel-Einzelhandel
- Çoban Yoğurt – Hersteller von Joghurt, Käse- und Milchprodukten
- Peyman Kuruyemiş – Hersteller von Müslirigeln und Süßwaren
- Esasli Et – Fleisch- und Wurstprodukte

BSK-Logo

- BSK Birleşik Sağlık Kurumları – Leistungen im Gesundheitswesen

Joint-Venture zwischen Eren Holding und ESAS Holding im Oktober 2007
Betreiber von 6 Krankenhäusern in der Türkei